# اوچی دی لوپو
اوچی دی لوپو (ایتالیایی: چشم گرگ) یک نوع پاستای بزرگ و لوله‌ای است که با یک پر کردن یا مواد داخلی سرو می‌شود. مواد تشکیل‌دهنده آن معمولاً شامل روغن زیتون فوق‌بکر، ریکوتا، پنیر پکورینو رنده‌شده و گیاهان معطر مانند جعفری و ریحان است.